# Petr Benčík
Petr Benčík (* 29. Januar 1976 in Česká Lípa) ist ein ehemaliger tschechischer Radrennfahrer.
Zur Saisoneröffnung 1998 gewann er das Rennen Velká Bíteš–Brno–Velká Bíteš. Petr Benčík begann seine Karriere als Profi im Jahr 2000 bei dem Radsportteam Wüstenrot-ZVVZ. Ab 2003 fuhr er für die Nachfolge-Mannschaft Ed' System-ZVVZ. 2005 wurde er Sechster bei Rund um den Henninger-Turm und Vierter bei den Vier Tagen von Dünkirchen. Von 2006 bis 2012 fuhr Benčík für das tschechische Continental Team PSK Whirlpool. 2008 bestritt er das olympische Straßenrennen bei den Olympischen Sommerspielen in Peking und belegte Rang 74. Dreimal – 2008, 2010 und 2011 – wurde er tschechischer Meister im Straßenrennen, 2011 gewann er die Oberösterreich-Rundfahrt.

## Erfolge
2006
- Memoriał Henryka Łasaka

2007
- Grand Prix Palma

2008
- Tschechischer Meister – Straßenrennen

2010
- Tschechischer Meister – Straßenrennen

2011
- eine Etappe und Gesamtwertung Oberösterreich-Rundfahrt
- Tschechischer Meister – Straßenrennen

## Teams
- 2000 Wüstenrot-ZVVZ
- 2001 Wüstenrot-ZVVZ
- 2002 Wüstenrot-ZVVZ
- 2003 Ed' System-ZVVZ
- 2004 Ed' System-ZVVZ
- 2005 Ed' System-ZVVZ
- 2006 PSK Whirlpool-Hradec Krlove
- 2007 PSK Whirlpool-Hradec Krlove
- 2008 PSK Whirlpool-Author
- 2009 PSK Whirlpool-Author
- 2010 PSK Whirlpool-Author
- 2011 PSK Whirlpool-Author
- 2012 Whirlpool-Author (bis 31. Juli)